# ピール・トライデント
トライデント（Trident）はピール・エンジニアリング・カンパニーによって製造されていた三輪マイクロカーである。1965年から1966年にかけて生産された。

## 概要
トライデントはピール・エンジニアリングよりP50に続く市販モデルとして1964年にアールズコートで開催されたブリティッシュオートバイショーで発表された。
P50は大人一人に買い物かごといったコンセプトで作られたが、トライデントは大人プラス子供と大きな荷物を運ぶためのわずかに大きいバージョンとして企画された。
ドライブトレーンはDKW製エンジンなど先に販売していたP50から多くが流用されたものの、外装はグラスファイバー製のボディは維持しつつも完全に新しいデザインとなった。
大きな特色はバブルトップの跳ね上げ式ハッチで、ドアを持たずハッチの開閉で乗り降りする特異なスタイルであった。内装についてはシートまたは取り外し可能なショッピングバスケット1席が選択できた。シートはP50よりも幅が広く、二人乗り用として提供された。居住性はP50よりも大幅に改善されたが、ボディサイズが大きくなった影響で重量は90kgまで拡大し、走行性能は低下した。いくつかのモデルはトライアンフ製99 ccエンジンとオートマチックミッションが搭載された。
灯火類はフロントに2つのヘッドライトとリアに2つのブレーキランプを備え、ウインカーは標準では装着されなかった。そのため交差点を曲がる際にはP50同様に手信号で合図する必要があった。
ボディカラーは青と赤の2種類が用意された。コスト削減のため塗装ではなくグラスファイバーの離形剤として用いられるゲルコートに着色されていた。
1966年に生産を終了。総生産数は約80台といわれている。
トライデントはバブルトップのスタイルから「地上を走るフライングソーサー」のあだ名がつけられた。